# 自然数的集合论定义
已经提出了多种使用集合论定义自然数的方式。

## 当代标准
在 ZFC 和有关理论中，自然数的集合论定义是约翰·冯·诺伊曼的序数定义:
1. 定义空集为零。
2. 定义 n 的后继为 n ∪ {n}

无穷公理接着确保所有自然数的集合 N 存在。容易证明上述定义满足皮亚诺算术公理。它也有一個特別的性質（在其他定義中不一定如此），就是每个自然数 n 都是恰好含 n 个元素的集合，即{0,1,2,...,n-1}。

## 最老的定义
弗雷格（和伯兰特·罗素独立的）提议了如下定义。非形式的，每个自然数 n 被定义为其每个成员都有 n 个元素的集合。更形式的说，一个自然数是在等势的关系下的所有集合的等价类。这看起来是循环定义其实不是。 
更加形式的说，首先定义 0 为 {\displaystyle \{\emptyset \}}（这是其唯一元素是空集的集合）。接着给定任何集合 A，定义:
{\displaystyle \sigma (A)} 为 {\displaystyle \{x\cup \{y\}\mid x\in A\wedge y\not \in x\}}。
σ(A) 是通过向 A 的所有成员 x 增加一个新元素而获得的集合。{\displaystyle \sigma } 是后继函数的集合论运算实现（operationalization）。有了函数 σ ，就可以说 1 = {\displaystyle \sigma (0),}2 = {\displaystyle \sigma (1)}, 3 = {\displaystyle \sigma (2)}，以此类推。这个定义有预期的效果：我们所定义的 3 实际上是其成员都有三个元素的集合。
如果全集 V 有有限势 n，则 {\displaystyle n+1=\sigma (V)=\emptyset }, {\displaystyle \sigma (\emptyset )=\emptyset }，自然数的序列就此终结。所以如果 Frege-Russell 自然数要满足皮亚诺公理，所用到的公理化集合论必须包括无穷公理。自然数的集合可以被定义为包含 0 并闭合在 σ 下的所有集合的交集。
在朴素集合论、类型论和根源于类型论的集合论如新基础集合论和相关系统中，這個定義是可行的。但是它在公理化集合论 ZFC 和相关系统中不可行，因为在这种系统中在等势下的等价类作為集合而言太大了。這是由于罗素悖论的原因，在 ZFC 中没有全集 V。
Hatcher（1982）从一些基础系统，包括 ZFC 和范畴论推导出了皮亚诺公理。他也从弗雷格的 Grundgesetze 系统出發，使用现代符号和自然演绎谨慎的推导出这些公理。当然，罗素悖论证明了这个系统是不自恰的，但是 George Boolos（1998）和 Anderson 与 Zalta（2004）展示了如何修补它。

## 引用
- Anderson, D. J., and Edward Zalta, 2004, "Frege, Boolos, and Logical Objects," Journal of Philosophical Logic 33: 1-26.
- George Boolos, 1998. Logic, Logic, and Logic.
- Hatcher, William S., 1982. The Logical Foundations of Mathematics. Pergamon. In this text, S refers to the Peano axioms.
- Holmes, Randall, 1998. Elementary Set Theory with a Universal Set. Academia-Bruylant. The publisher has graciously consented to permit diffusion of this introduction to NFU via the web. Copyright is reserved.
- Patrick Suppes, 1972 (1960). Axiomatic Set Theory. Dover.